# 합천 금성산 봉수대
합천 금성산 봉수대(陜川 錦城山 烽燧臺)는 대한민국 경상남도 합천군 대병면 회양리, 금성산에 있는 봉수대이다. 1999년 8월 6일 경상남도의 기념물 제219호로 지정되었다.

## 개요
봉수(烽燧)는 높은 산에 올라가서 불을 피워 낮에는 연기[燧]로, 밤에는 횃불[烽]로 급한 소식을 전하던 전통 시대의 통신 제도이다. 봉수제는 기록상으로 고려 중기(12. 3세기)에 나타나지만, 실제로는 삼국시대 이전부터 있었던 것으로 추정된다. 그러나 체계적으로 정비된 때는 왜구의 침입이 극심해진 고려 말과 조선 초기에 들어서였다. 봉수를 밝히는 봉수대는 대략 수십 리의 일정한 거리 간격으로 시야가 확 트인 산꼭대기에 설치하였다. 그리하여 평시에는 하나의 불꽃이나 연기[一炬 또는 一煙], 바다에 적이 나타나면 둘, 적이 해안에 근접해 오면 셋, 바다에서 접전이 이루어지면 넷, 육지에 상륙했을 경우에는 다섯 개의 불꽃이나 연기를 피워 올렸다.
이 봉수대는 일명 봉화산이라 불리는 금성산 정상부에 축조된 것으로, 자연 암반 주위에 돌을 쌓아 불구덩이[煙臺]와 건물을 조성하였다. 불구덩이는 현재 1m 정도만 남아 있고, 주위에 건물을 지었던 터가 있다. 건물을 지었던 터 안에는 봉수대 축성과 관련된 기록이 자연 암반에 새겨져 있다. 기록에 따르면 이 봉수대는 1778년(정조 2)에 설치되었다고 한다. 『동국여지승람』(東國輿地勝覽)에 의하면 이 봉수대는 남쪽의 입암산(笠岩山)으로부터 봉화를 받아 북쪽의 소현(所峴) 봉수대에 연결하는 통로였다고 한다.

## 참고 자료
- 합천금성산봉수대 - 국가유산청 국가유산포털